# Trevor Moore
 Der er for få eller ingen kildehenvisninger i denne artikel, hvilket er et problem. Du kan hjælpe ved at angive troværdige kilder til de påstande, som fremføres i artiklen.

Trevor Paul Moore (født 4. april 1980, død 6. august 2021) var en amerikansk komiker, skuespiller, komponist, tegner, forfatter og filminstruktør bedst kendt for sit projekt, den New York-baserede komediegruppe The Whitest Kids U' Know. Moores andre projekter omfatter The Trevor Moore Show, Uncle Morty's Dub Shack og Miss March.

## Liv og  karriere
År 1996 blev et program vist, der blev døbt The Trevor Moore Show på Charlottesville Public Access TV i Charlottesville, Virginia. Showet blev populært blandt universitetsstuderende. I 1998 fik Moore tilbudt at producere nye afsnit af The Trevor Moore Show for WADA-TV. Programmet varede kun 16 episode inden modreaktioner til sketches som "I Wonder Who Died Today?" (en parodi på nyhedsudsendelser fra det lokale alderdomshjem) resulterede i at programmet umiddelbart ophørte. 
Trevor Moore døde den 6. august 2021 som følge af en ulykke.  